# DC League of Super-Pets
DC League of Super-Pets (Nederlandse titel: DC Club van Super-Pets) is een Amerikaanse 3D computer-geanimeerde komische superheldenfilm uit 2022, geproduceerd door Warner Animation Group, gebaseerd op het DC Comics-superheldenteam Legion of Super-Pets. De film wordt geregisseerd door Jared Stern, die het verhaal samen met John Whittington schreef.

## Verhaal
De Justice League wordt gevangengenomen door Lex Luthor en Lulu, zijn proefkonijn. Krypto, de hond van Superman, besluit een team van superkrachtige dieren te vormen om hem te redden. Samen zullen Krypto en deze dappere maar nogal onhandige dieren er alles aan doen om Lulu en Lex Luthor te verslaan en de Justice League te redden.

## Stemverdeling
| Personage                           | Taal                | Taal                                | Taal                 |
| Personage                           | Originele versie    | Nederlandse versie                  | Vlaamse versie       |
| ----------------------------------- | ------------------- | ----------------------------------- | -------------------- |
| Krypto the Superdog / Bark Kent     | Dwayne Johnson      | Rico Verhoeven                      | Bill Barberis        |
| Ace the Bat-Hound                   | Kevin Hart          | Défano Holwijn                      | Ben Segers           |
| Lulu                                | Kate McKinnon       | Georgina Verbaan                    | Ella Leyers          |
| Kal-El / Superman / Clark Kent      | John Krasinski      | Dennis Willekens                    | Geert Van Rampelberg |
| PB                                  | Vanessa Bayer       | Sanne Bosman                        | Jennifer Heylen      |
| Merton McSnurtle / Terrific Whatzit | Natasha Lyonne      | Donna Vrijhof                       | Katrien De Becker    |
| Chip                                | Diego Luna          | Roben Mitchell van den Dungen Bille | Geerard Van De Walle |
| Bruce Wayne / Batman                | Keanu Reeves        | Gerard Ekdom                        | Mike Wauters         |
| Diana Prince / Wonder Woman         | Jameela Jamil       | Carolina Dijkhuizen                 |                      |
| Arthur Curry / Aquaman              | Jemaine Clement     | Alexander de Bruijn                 |                      |
| Barry Allen / The Flash             | John Early          | Stephan Holwerda                    | Timon Verbeeck       |
| Jessica Cruz / Green Lantern        | Dascha Polanco      | Daphne Groot                        | Charissa Parassiadis |
| Victor Stone / Cyborg               | Daveed Diggs        | Juneoer Mers                        |                      |
| Keith (IJs Cavia)                   | Thomas Middleditch  | Ricardo Blei                        |                      |
| Mark (Vuur Cavia)                   | Ben Schwartz        | Enzo Coenen                         | Wout Verstappen      |
| Lois Lane                           | Olivia Wilde        | Chava voor in 't Holt               | Lien De Greef        |
| Lex Luthor                          | Marc Maron          | Has Drijver                         |                      |
| Mercy Graves                        | Maya Erskine        | Tara Hetharia                       |                      |
| Jor-El                              | Alfred Molina       |                                     |                      |
| Lara Lor-Van                        | Lena Headey         |                                     |                      |
| Dog-El                              | Keith David         | Marcel Jonker                       |                      |
| Foofy Dog                           | Busy Philipps       | Nine Meijer                         |                      |
| Carl                                | Dan Fogler          | Finn Poncin                         |                      |
| Patty                               | Yvette Nicole Brown | Peggy Sandaal                       |                      |
| Whiskers                            | Winona Bradshaw     | Fien van Doesburg                   |                      |
| Corgi                               | David Pressman      |                                     |                      |

Overige stemmen in de Nederlandse versie werden ingesproken door o.a. Cystine Carreon, Peter van Rooijen en Simon Zwiers.

## Release
De film ging in première op 27 juli 2022 in onder meer Los Angeles en verscheen op 29 juli 2022 in de Amerikaanse bioscopen. De film zal 45 dagen na de bioscooprelease beschikbaar zijn om te streamen op HBO Max.

## Ontvangst
De film ontving over het algemeen gunstige recensies van critici. Op Rotten Tomatoes heeft DC League of Super-Pets een waarde van 72% en een gemiddelde score van 6,30/10, gebaseerd op 113 recensies. Op Metacritic heeft de film een gemiddelde score van 56/100, gebaseerd op 28 recensies.